# Суперкубок Саудівської Аравії з футболу 2025
Суперкубок Саудівської Аравії з футболу 2025 — 12-й розіграш турніру. Матчі відбуваються з 19 по 23 серпня 2025 року між чотирма найсильнішими командами Саудівської Аравії сезону 2024—25. Титул переможця змагання захищає Аль-Гіляль.
| Володар Суперкубка Саудівської Аравії 2025 |
| ------------------------------------------ |
|                                            |
|                                            |

## Формат
У турнірі взяли чотири найуспішніші команди сезону 2024-25 у Саудівській Аравії.
- Чемпіон Саудівської Аравії та володар Королівського кубка Саудівської Аравії — «Аль-Іттіхад»
- Фіналіст Королівського кубка Саудівської Аравії — «Аль-Кадісія»
- Бронзовий призер Чемпіонату Саудівської Аравії — «Ан-Наср»
- 5 місце Чемпіонату Саудівської Аравії — «Аль-Аглі»

## Півфінали
| 19 серпня 2025 15:00 (EEST) |

| Ан-Наср             | 2:1      | Аль-Іттіхад  |
| ------------------- | -------- | ------------ |
| Мане 10' Фелікс 61' | Протокол | Бергвейн 16' |

| Гонконг, Козуей-Бей Глядачів: 30 653 Арбітр: Халід Аль-Турайс |

| 20 серпня 2025 15:00 (EEST) |

| Аль-Аглі                                                  | 5:1      | Аль-Кадісія |
| --------------------------------------------------------- | -------- | ----------- |
| Кесс'є 12', 45+2' Тоуні 28' (пен.) Мійо 31' Начо 61' (аг) | Протокол | Альварес 8' |

| Гонконг, Козуей-Бей Глядачів: 20 156 Арбітр: Рікардо де Бургос |

## Фінал
| 23 серпня 2025 15:00 (EEST) |

| Ан-Наср |  | Аль-Аглі |
| ------- |  | -------- |
|         |  |          |

| Гонконг, Козуей-Бей |